# 広島南アルプス
広島南アルプス（ひろしまみなみアルプス）は、広島市安佐南区の武田山から、同市西区、佐伯区の鈴ヶ峰に至る、全長約15km～20km（GPSの精度、歩行速度によってムラがある）の縦走路で、標高が500mに満たない山が連なっている山脈である（最高峰は、標高488mの火山）。
広島南アルプスを構成する山は、東北から西南へ向かって、武田山、火山、丸山、大茶臼山、柚木城山、鬼ヶ城山（佐伯）、鈴ヶ峰（東峰と西峰の二つの三角点を持つ）など。これ以外に、カガラ山、315m峰（古田山、見越山などの呼び名あり）と呼ばれる三角点や、複数の峠を含んでいる。また、広義には、上記の山脈から少し離れている三滝山系（宗箇山、大原山、高峠山、小茶臼山）を含む場合もある。
広島南アルプスという名称は、通称であり、公的なものではない。この通称を使うのは、多くの場合、縦走する登山者やトレイルランナーである。

## カガラ山
- 標高212m、三角点は、安佐南区。

## 武田山
- 標高410m、三角点は、安佐南区。西の鈴ヶ峰と並び、広島南アルプスのなかでも登山者の多い山である。東に松笠山や牛田山、南に広島市街地や瀬戸内海、似島、北に白木山などを臨むことが出来、眺望は良好である。また、中世の山城跡でもあり、当時の史跡が至る所に遺されている（詳細は、佐東銀山城、安芸武田氏を参照）。

## 水越峠
峠は交差点になっている。東は武田山へ、西は火山へ、南は山本方面へ、北は相田・高取方面へ続く道である。

## 火山
- 標高488m、三角点は、安佐南区。名前の由来は、山頂で烽火があったことから、火山と呼ぶようになったと伝わる。この言い伝えを記念して、山頂には、皇紀2600年（1940(昭和15)年）の奉祝の際に建てられた、神武天皇烽火伝説地の石碑もある。

### 神武天皇烽火伝説
この山には、東征の際に神武天皇が狼煙を挙げたという伝説が伝わっている。古事記、日本書紀には、この伝説に関する記述が見られない為、詳細は定かではないが、地域に伝わる話によると、概ね次のようである。
神武東征の頃の山本には、安芸津彦命という、安芸の国の首長がいた。安芸津彦命が、神武の軍が到着したという知らせを受けると、五日市の倉重まで迎えに行った。神武は「ああ、安芸津彦命が来た」と喜んで、地御前に着いた。そして、安芸津彦命の案内で、火山の頂上に登り、大きな石を四方から集め、その中へたくさんの木を積んで火を焚いた。これは、四方の人たちに、「天皇は、元気でここに登っているぞ」と、知らせる意味があった。これが終わると、天皇は下山して、休山で休んだ。そして、山本の出口から船に乗り、祇園の帆立に出ると、帆を張って進み、対岸の戸坂に上陸した。そこから中山峠を越えて、現在の安芸郡府中町の埃宮に入ったといわれている。
なお、休山、出口、帆立は、現在も地名として残っている。 
安佐南区伴中央にある岡崎神社を氏神社とする三城田神楽団は、この伝説を題材とする演目「火山」を創作している

## 伴峠
峠は交差点になっている。東は武田山・火山へ、西は丸山へ、南は春日野団地へ、北は伴東方面・三菱団地へ続く道である。

## 権現峠

### 峠の歴史
山本方面から、伴方面へ向かう道の途中にある。この峠は、古くから伴方面の住民たちが山本方面へ往来するのに利用した道で、山本街道と呼ばれ、古代山陽道との繋がりもあったとされる。また、加計・湯来方面から広島への近道でもあった為、広島城築城の際に、加計・湯来方面の木材が、筏に組まれて太田川を下った帰路に、筏乗りたちは、この道を利用したといわれている。
大正に入り、一般庶民の交通手段として、自転車が普及してきても、伴方面の人々は、大町方面を回るのと時間的に大差がない為、特に当時の学生や商売人がこの峠を通行したという。しかし、昭和に入ると急速に往来が減少し、現在では、火山や丸山を縦走する人が利用する程度である。

### 権現神社
この峠には、小さい神社がある。起源は定かではないが、御神体は、花崗岩の自然石で、峠を往来する人々が道中無事を祈願して祀り始めたのだろうと考えられる。人の往来が絶えていた時期は、社が朽ちた状態が続いたが、平成になり、周辺の有志たちの手によって建て替えられた。

## 丸山
- 標高457m、三角点は、安佐南区

## 畑峠
- 詳細は、畑峠を参照のこと。

## 大茶臼山
- 標高413m、三角点は、佐伯区と西区にまたがる。

## 己斐峠
- 詳細は、己斐峠を参照のこと。

## 柚木城山
- 標高339m、三角点は、佐伯区と西区にまたがる。

## 315m峰
- 標高315m。古田山、見越山などの呼び名もある。

## 鬼ヶ城山（佐伯）
- 標高282ｍ。三角点は、佐伯区と西区にまたがる。

## 鈴ヶ峰
- 東峰（標高316m）と西峰（標高320m）があり、三角点は西峰にあり佐伯区と西区にまたがる。詳細は、鈴ヶ峰を参照。

## 参考資料
1. ↑  大坂佳照、『あの峠を越えて 広島県の二百峠を歩く』p.199